# 大野百花
大野 百花（おおの ももか、2001年8月19日 - ）は、日本の元女優（元子役）である。東京都出身。アミューズに所属していた。

## 人物・経歴
幼稚園児の頃から子役として芸能活動を行い、2007年（平成19年）イオンのCMにてデビュー。
2008年（平成20年）には、ドラマ・映画と活躍の幅を広げ、2009年（平成21年）、ドラマ『赤鼻のセンセイ』にて初レギュラーを果たす。
2010年（平成22年）に公開された映画『きな子〜見習い警察犬の物語〜』では、番場新奈役で出演し、同映画にて第34回日本アカデミー賞新人俳優賞を受賞した。
2012年（平成24年）に公開された映画『おおかみこどもの雨と雪』では、雪の幼少役として声優を務めた。本人にとっては、これが初めての声の出演となる。

## 受賞歴
2011年（『きな子〜見習い警察犬の物語〜』）
- 第34回日本アカデミー賞 新人俳優賞[1]

## 出演

### テレビドラマ
- 月曜ゴールデン 財務捜査官 雨宮瑠璃子4（2008年2月4日、TBS）- 竹田美鈴 役
- 魔王 第2話-第5話、第7話（2008年、TBS） - 新谷空 役
- 炎神戦隊ゴーオンジャー 第45話（2009年1月4日、テレビ朝日） - 座敷童子 役
- ゴッドハンド輝 第1話-第2話（2009年4月11日・18日、TBS） - 美香 役
- 赤鼻のセンセイ（2009年7月8日 - 9月9日、日本テレビ） - 野口百花 役
- さよならが言えなくて（2009年9月18日、テレビ朝日） - 園田亜矢 役
- マイガール 第8話（2009年11月27日、テレビ朝日） - 佳奈 役
- 世にも奇妙な物語 20周年スペシャル・春 〜人気番組競演編〜（2010年4月4日、フジテレビ） - 新田結衣 役
- プロゴルファー花（2010年4月8日- 7月、日本テレビ） - 野宮空 役
- ジョーカー 許されざる捜査官 第2話（2010年7月20日、フジテレビ） - 高原凛 役
- 熱中時代（2011年、日本テレビ） - 三谷百花 役
- 陽はまた昇る（2011年7月21日 - 9月、テレビ朝日） - 田中みずほ 役
- 斉藤さん2（2013年7月13日 - 9月、日本テレビ） - 立花知花 役
- 地の塩（2014年2月16日 - 3月9日、WOWOW） - 佐久間亜子 役
- 獣医さん、事件ですよ 第11話（2014年9月11日、読売テレビ） - 大倉美貴 役

### CM
- AEON 新入学プロジェクト（2007年）
- 大正製薬 パプロンSゴールド（2007年）
- すかいらーく バーミヤン（2007年）
- 花王 フローリングマジックリン（2008年）
- 東京ガス（2010年）

### 映画
- 斬〜KILL〜 第2話「こども侍」（2008年12月6日公開） - 小枝 役
- TEAM NACS FILMS「N43°」『神居のじいちゃん』（2009年2月14日公開） - 木戸川ひなた 役
- キラー・ヴァージンロード（2009年9月12日公開） - 沼尻ひろ子（幼少期） 役
- 梅子 - 梅子 役
- 宇宙で1番ワガママな星（2010年8月1日公開）
- きな子〜見習い警察犬の物語〜（2010年8月14日公開）番場新奈 役
- ハラがコレなんで（2011年） - 原光子（幼少） 役
- 抱きしめたい -真実の物語-（2014年2月1日公開） - 静香 役
- もういちど（2014年8月23日公開）

### 劇場アニメ
- おおかみこどもの雨と雪（2012年7月21日公開） - 雪（幼少期） 役[2]
- バケモノの子（2015年7月11日公開） - 二郎丸（少年期） 役[3]

### 雑誌
- 小学館「小学一年生」